# Josef Correggio

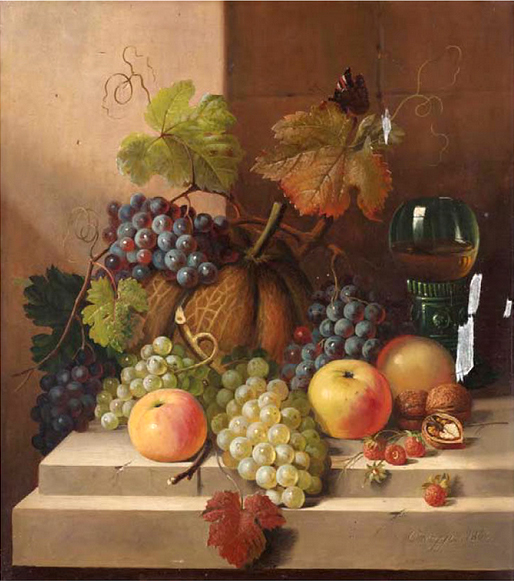
Früchtestillleben

Joseph Correggio (* 20. November 1810 in Wolfratshausen; † 7. Dezember 1891 in München) war ein deutscher Maler, Sänger und Kopist. Er entstammte einer aus Italien ausgewanderten Familie von Schornsteinfegern, die im Schloss Nymphenburg angestellt war. Correggio studierte an der Königlichen Akademie der Künste in München bei Johann Georg Hiltensperger. Josef Correggio malte hauptsächlich Stillleben, kopierte auch Werke anderer Maler. Correggio trat auch in kleinen Rollen als Sänger in der Münchner Oper auf.
Er war der Vater der Maler Ludwig Correggio (1846–1920 oder 1930) und Max Correggio (1854–1908). Joseph Correggio starb 1891 im Alter von 81 Jahren.

## Grabstätte

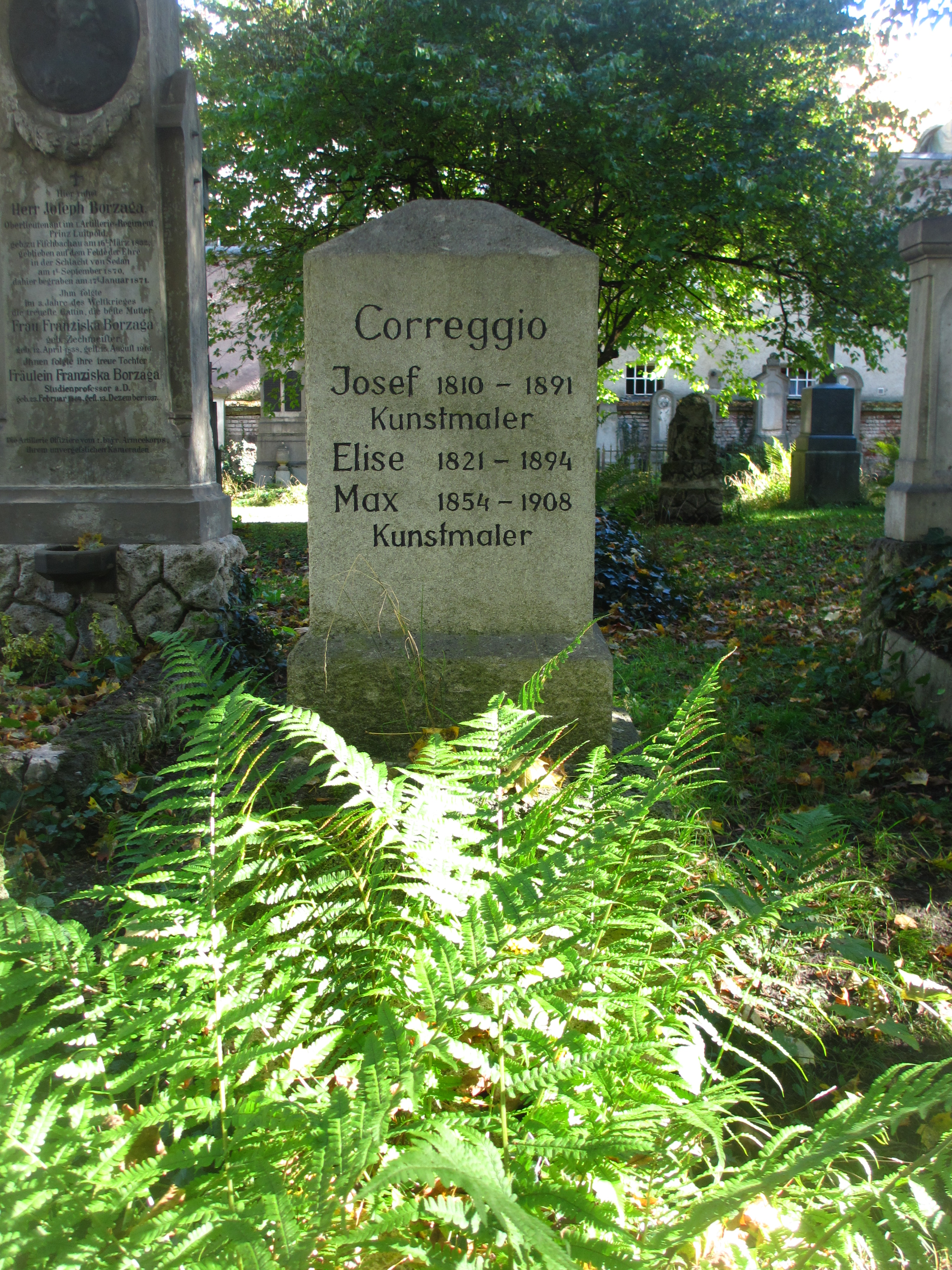
Grab von Joseph Correggio auf dem Alten Südlichen Friedhof in München

Die Grabstätte von Joseph Correggio befindet sich auf dem Alten Südlichen Friedhof in München (Gräberfeld 1 – Reihe 8 – Platz 23). In dem Grab befindet sich auch sein Sohn Max Correggio.